# Конклав 1903
41°54′11″ пн. ш. 12°27′16″ сх. д. / 41.90305556° пн. ш. 12.45444444° сх. д.
Папський Конклав 1903 року було викликано смертю 93-річного папи римського Льва XIII, який у той період був третім за часом правління папою в історії. (Папа римський Іоанн Павло II (1978-2005) порушив його рекорд століттям пізніше).
Вибір пав на кардинала Джузеппе Мелькіоре Сарто, який став папою римським Пієм X.

## Прогнози
1903 року 25-річний понтифікат ліберального дипломата, папи Льва XIII завершився. Упродовж 56 років папство очолювалось лише двома людьми, Львом XIII та його попередником, Пієм IX. У той час як Пій IX був реакційним консерватором, Лев XIII був помічений як ліберал, звичайно, у порівнянні з попередником. Оскільки кардинали зібрались, то ключовим питанням було: чи буде обрано такого папу, який продовжив би політику Льва XIII або повернувся до стилю папства Пія IX.

## Ухвалена кандидатура
Кардинали, зібрані у Сикстинській капеллі, зосередили увагу на кардиналі Маріано Рамполлі дель Тіндаро, кардиналі-державному секретарі Льва XIII. Рамполла був помічений, оскільки був папабілем (кардинал, якого ймовірно буде обрано папою римським). Як і очікувалось Рамполла був близьким до обрання, але тоді вустами кардинала Яна Пузини, князя-єпископа (архієпископа) краківського з Австро-Угорщини, було накладено вето від імені австрійського імператора Франца Йосифа.
Три провідних Католицьких держави (королі Франції та Іспанії, а також імператори Священної Римської імперії/імператор Австрії) мали право вето, тобто, відводу кандидата на Папський престол, хоча вони рідко й здійснювались; ніякого кандидата проти якого потребувалось вето, не було будь-коли обрано римським папою, хоча на конклаві 1846 року застосоване вето, було невдалим, коли кардинал, якому австрійський імператор доручив оголосити про накладення вето, прибув запізно, щоб вступити на Конклав, і кардинал, на якого припускалось накласти вето, був оголошений папою римським.

## Обраний кандидат
Блокування кардинала Рамполли зробило Конклав широко відкритим. Можливий переможець, кардинал Джузеппе Мелькіоре Сарто з Венеції, був консерватором-популістом нижчого класу, ближчим по відношенню до папства Пія IX, ніж Льва XIII. На останньому висуванні кандидатів, він отримав 55 з 60 можливих голосів. Новий папа римський взяв собі ім'я Пій X, на честь папи Пія IX.

## Скасоване вето
Після виборів Пій X ухвалив два рішення. Він скасував право вето католицьких держав й відмовився знову призначати Рамполлу державним секретарем. Подібно до його попередників Пій X оскаржив право Італійського королівства мати у володінні Рим. Він дав своє благословення Urbi et Orbi на внутрішньому балконі собору Святого Петра народові внизу, щоб відобразити у символічній формі свою опозицію італійському правлінню Риму та свою вимогу на повернення Папської області.

## Статистика Конклаву 1903 року
| Тривалість        | 4 дні                         |
| Число голосувань  | 7                             |
| Виборці           | 64                            |
| ----------------- | ----------------------------- |
| Були відсутніми   | 2                             |
| Присутні          | 62                            |
| Африка            | 0                             |
| Латинська Америка | 0                             |
| Північна Америка  | -1                            |
| Азія              | 0                             |
| Європа            | 61                            |
| Океанія           | 0                             |
| Близький Схід     | 0                             |
| Італійці          | 36                            |
| Використано вето  | Імператором Францем Йосифом I |
| ПОМЕРЛИЙ ПАПА     | ЛЕВ XIII (1878—1903)          |
| НОВИЙ ПАПА        | ПІЙ X (1903—1914)             |